# 二苯基乙炔
二苯基乙炔是一种具有化学式C6H5C≡CC6H5的化合物。该分子由两个苯基分别连接乙炔的两端碳原子组成。它是一种无色的晶体物质，广泛的应用于有机合成中的结构片段，以及作为有机金属化学当中的配体。

## 制备
对于这种化合物的制备有以下方法：
- 二苯基乙二酮与肼缩和得到双（腙）化合物，然后经氧化汞氧化得到产品。[1]
- 二苯基乙烯溴化，而后发生脱卤反应得到产品。[2]但是产物可能被二苯基乙烯污染，且不易纯化。[1]
- 另一种方法从碘苯作为起始原料，通过铜盐发生Castro-Stephens偶联反应制备。

## 衍生物
- Ph2C2与四苯基环戊二烯酮反应形成六苯基苯。[3]也可以在CpCo(CO)2的催化下得到六苯基苯。
- Ph2C2与二氯化苄在叔丁醇钾条件下反应得到3-烷氧基环丙烯，继而可转化为环丙鎓离子。[4]